# Panthéon des marins illustres

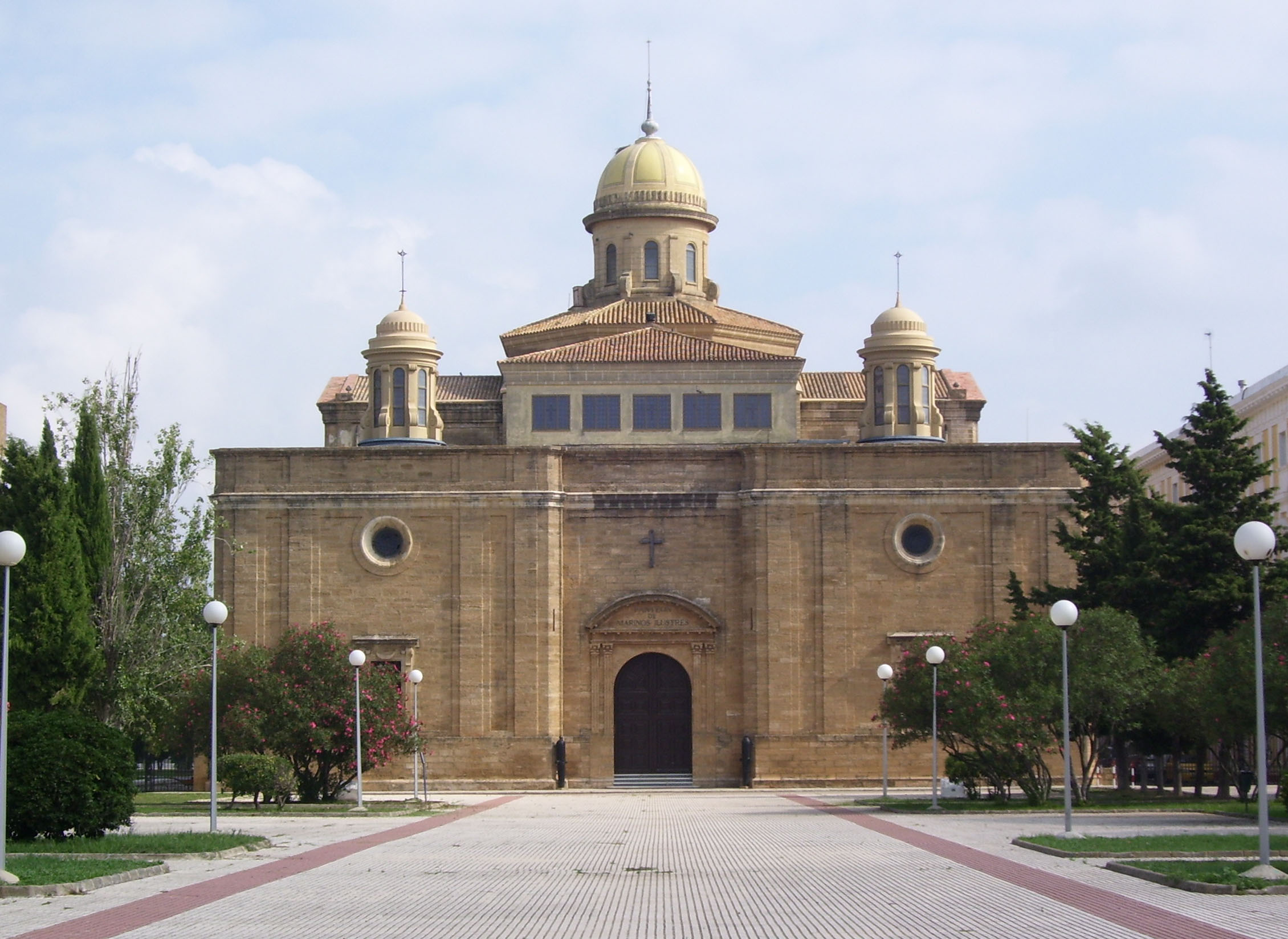
Le Panthéon des marins illustres à San Fernando

Le Panthéon des marins illustres (en espagnol : Panteón de Marinos Ilustres) est un bâtiment de style néoclassique du XVIIIe siècle situé à San Fernando, près de Cadix, en Espagne, qui abrite les tombes (ou des monuments leur rendant hommage) de marins, principalement espagnols, qui se sont illustrés durant leur carrière maritime. Il a été érigé à la demande du roi Charles III.
Liste de marins qui y sont inhumés ou dont un monument rend hommage :
- Ignacio Maria de Álava y Sáenz de Navarrete
- Francisco Armero Peñaranda
- Álvaro de Bazán
- Dionisio Alcalá Galiano
- Christophe Colomb
- Jorge Juan y Santacilia
- Juan Antonio Gutierrez de la Concha